# Metastenoniscus osellai
Metastenoniscus osellai is een pissebed uit de familie Stenoniscidae. De wetenschappelijke naam van de soort is voor het eerst geldig gepubliceerd in 1981 door Taiti & Ferrara.